# 리사 마리 프레슬리
리사 마리 프레슬리(영어: Lisa Marie Presley, 1968년 2월 1일 ~ 2023년 1월 12일)는 미국의 가수로 엘비스 프레슬리와 프리실라 프레슬리의 외동딸이다. 마이클 잭슨과 니콜라스 케이지의 전처였으며 배우 라일리 키오의 어머니이기도 하다. 2020년 7월 12일 아들 벤자민 키오가 캘리포니아주 칼라바사스에서 자살로 생을 마감한 이후 극심한 고통과 슬픔을 겪었다. 2023년 1월 10일, 제80회 골든 글로브 시상식에 영화 '엘비스'를 응원하기 위해 어머니 프리실라 프레슬리와 함께 참석하였다. 이틀 후인 1월 12일 오전, 복통을 호소하다 쓰러져 지역 병원으로 이송된 후 심장 마비로 사망했다. 이후 검시를 통해 체중 감량약 복용과 '비만대사 수술'(bariatric surgery)로 인한 유착이 소장폐색(small bowel obstruction) 및 합병증으로 이어진 것이 사망 원인으로 밝혀졌다.

## 음반 목록
- To Whom It May Concern (2003)
- Now What (2005)
- Storm & Grace (2012)